# Allen Bathurst (6e comte Bathurst)
Allen Alexander Bathurst, 6e comte Bathurst (19 octobre 1832 - 1er août 1892), est un pair britannique et un député conservateur.

## Jeunesse et éducation
Il est le fils du lieutenant-colonel Thomas Seymour Bathurst, troisième fils de Henry Bathurst (3e comte Bathurst). Sa mère est Julia, fille de John Peter Hankey. Son père, un vétéran de la bataille de Waterloo, est décédé lorsque Bathurst a un an. Il fait ses études au Collège d'Eton et au Trinity College, Cambridge en 1853 il reçoit un MA.

## Carrière militaire
Bathurst est officier dans les forces auxiliaires pendant de nombreuses années. Il est enseigne dans la milice d'infanterie légère de Royal South Gloucestershire le 16 mai 1851 et est promu lieutenant le 4 mai 1853, puis capitaine de la milice de Royal North Gloucestershire le 10 novembre 1854. Au cours de la peur de l'invasion de 1859–1860, il lève le 9e (Cirencester) Gloucestershire Rifle Volunteer Corps le 13 février 1860 avec le grade de capitaine, commençant une longue association familiale avec ce qui deviendra le 5e bataillon, Gloucestershire Regiment. Il conserve sa commission dans la milice et est promu major le 22 mars 1870 et au grade honorifique de lieutenant-colonel le 3 mai 1876. Il se retire de la milice le 23 mars 1878.

## Carrière politique
En 1857, il est élu à la Chambre des communes comme l'un des deux représentants de Cirencester, siège qu'il occupe jusqu'en 1878, date à laquelle il succède à son oncle William Bathurst (5e comte Bathurst) et entre à la Chambre des lords. En 1861, il achète une maison à Chobham et réside à Londres.

## Famille

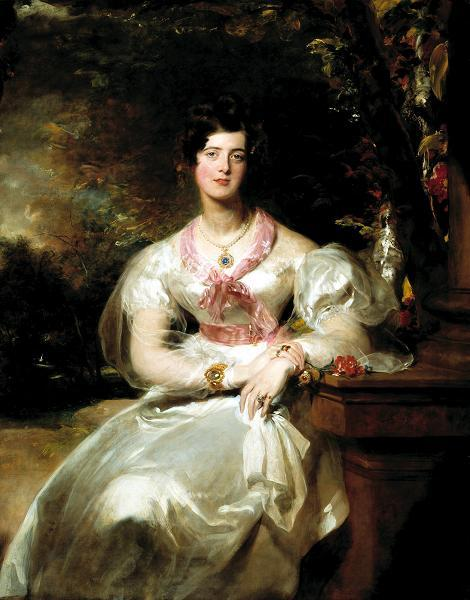
Lord Bathurst mère Julia Bathurst

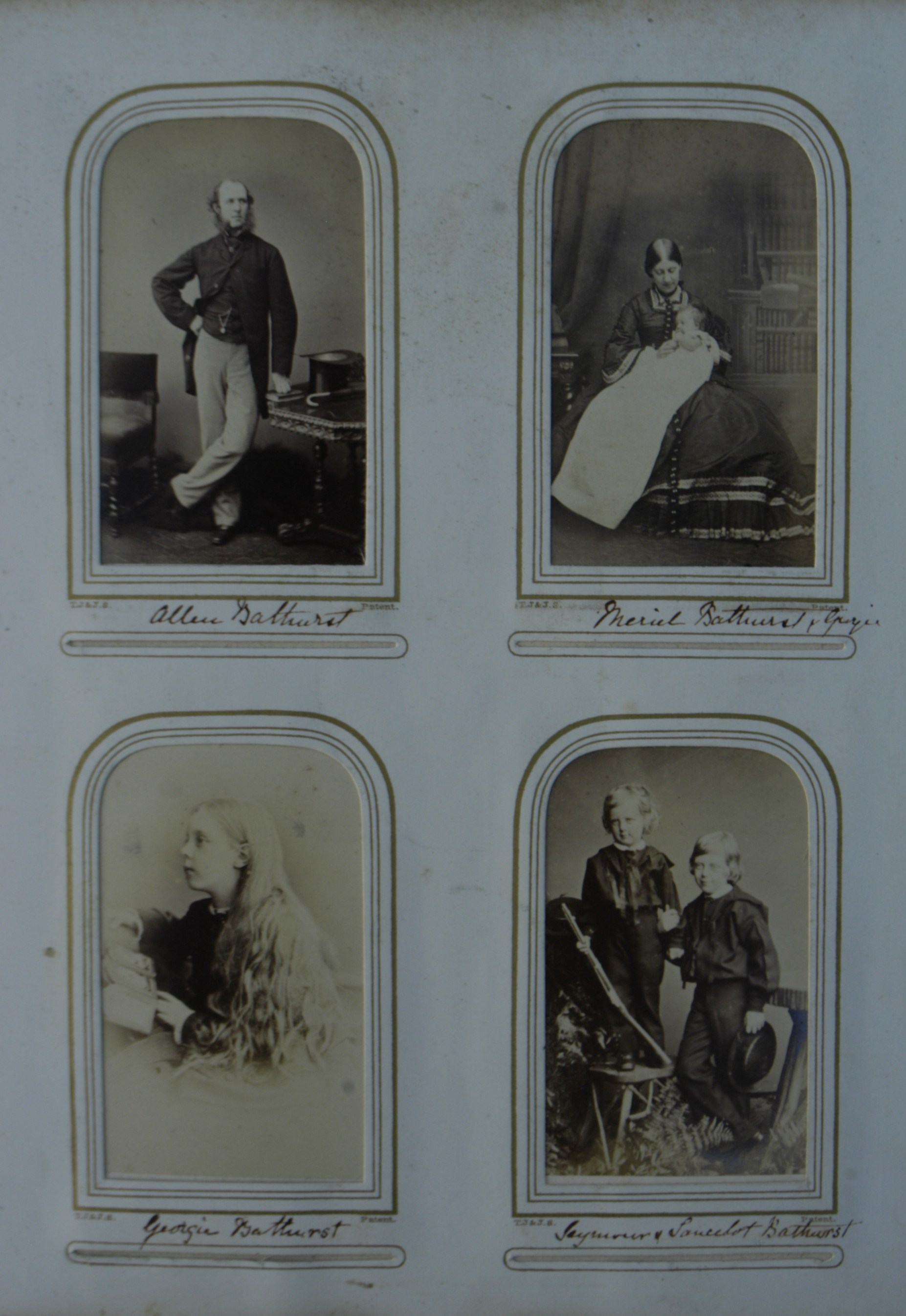
Épouse et enfants de Bathurst, vers 1870 et 1880.

Il épouse le 31 janvier 1862, dans la chapelle Tabley, Great Budworth, Meriel Warren (1839 - 1872), fille de George Warren (2e baron de Tabley), et de sa première épouse Catharina Barbara, fille du comte de Salis. Ils ont trois fils et une fille.
- Georgina Bathurst (1863-1922) épouse George Buchanan (diplomate) (en).
- Seymour Bathurst (7e comte Bathurst) (1864-1943)
- Lancelot Bathurst (1868-1928)
- Le lieutenant-colonel Benjamin Bathurst (1872-1947)

Ils vivent sur la place Hanover de St George. Après sa mort en 1872 (11 jours après la naissance de leur fils Benjamin), il se remarie en 1874 avec Evelyn Elizabeth Hankey, fille de George James Barnard Hankey. Ils ont une fille: 
- Evelyn Selina Bathurst (1875-1946) épouse en 1898 le major George Coryton Lister.

Lord Bathurst est décédé en août 1892, à l'âge de 59 ans, et son fils aîné Seymour lui succède dans le comté. Son troisième fils Benjamin devient également député de Cirencester et est le grand-père du commandant de la marine, l'Amiral de la flotte Benjamin Bathurst (amiral) (en). Lady Bathurst survit à son mari pendant plus de trente ans et est décédée en 1927.